# Glaucestrilda
Glaucestrilda és un gènere d'ocells de la família dels estríldids (Estrildidae).

## Taxonomia
Segons la Classificació del Congrés Ornitològic Internacional (versió 11.1, 2021) aquest gènere està format per tres espècies:
- Estrilda cua de vinagre (Glaucestrilda caerulescens Vieillot, 1817)
- Estrilda cuanegra (Glaucestrilda perreini Vieillot, 1817)
- Estrilda cendrosa (Glaucestrilda thomensis de Sousa, JA, 1888)